# Alpheus digitalis
La gamba polinesia (Alpheus digitalis) es una especie de gamba de la familia Alpheidae, orden Decapoda. Es una gamba omnívora, que se alimenta ordinariamente de parásitos, tejidos muertos, almejas y copépodos. Algunas gambas de esta especie mantienen relaciones simbióticas con gobios.[cita requerida]

## Morfología
Esta gamba tiene la misma coloración que las especies Lysmata amboinensis, Lysmata debelius, Alpheus cedrici y Alpheus macrocheles, color rojo.

## Distribución
Habita en costas de la Polinesia Francesa. Es comestible en la Isla de Pascua.